# Thistle Chapel
Thistle Chapel (dosł. Kaplica Ostu) – kaplica przy katedrze św. Idziego w Edynburgu w Szkocji.
Kaplica zbudowana została dla kawalerów Orderu Ostu – najwyższego odznaczenia Szkocji. Tradycje tego zaszczytnego, elitarnego Orderu sięgają średniowiecza, ale w obecnej formie został utworzony w 1687 r. przez króla Szkocji Jakuba VII. Nawa opactwa Holyrood została zaadaptowana jako kaplica kawalerów Orderu, ale w 1688 r. Opactwo zostało splądrowane przez tłum z Edynburga. Potem kawalerowie Ostu nie mieli własnej kaplicy przez ponad 200 lat.
Obecna Kaplica Ostu została zaprojektowana przez Roberta Lorimera i ukończona w 1911 roku. Zawiera stalle dla 16 kawalerów i dam, stalle władcy i dwie stalle królewskie. Stalle są zwieńczone bogato rzeźbionymi baldachimami z hełmami i herbami. Najbardziej ozdobne są stalle Władcy na zachodnim krańcu. Kaplica ozdobiona jest symbolami religijnymi, jak i znakami heraldycznymi, a wiele z nich jest typowo szkockich, np. anioły grające na dudach.
Do kaplicy wchodzi się przez nisko sklepiony przedsionek na wschodnim końcu nawy katedry, zbudowana jest na planie prostokąta, ma wieloboczną wschodnią absydę i kamienne, trzyprzęsłowe sklepienie inkrustowane bogatym wzorem żebrowym i rzeźbionymi zwornikami. W oknach znajdują się barwne witraże o motywach religijnych i heraldycznych.